# 윌프레도 람

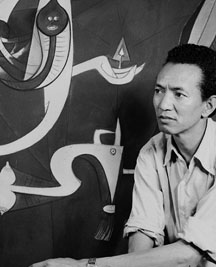

윌프레도 람(Wifredo Óscar de la Concepción Lam y Castilla, 중국어: 林飛龍, Wifredo Lam, 1902년 12월 8일 ~ 1982년 9월 11일)은 쿠바의 미술가이다.
쿠바의 사구아에서 출생하였다. 하바나·마드리드·파리에서 배웠고 1938년부터 파리에서 살았다. 그 해에 에른스트와 빅토르 브로넬을 사귀어 쉬르레알리슴 운동에 참가하여 1940년에는 앙드레 브르통의 책에 삽화를 그렸다. 동년 미국으로 망명하였다가 제2차 세계대전 후에 재차 파리로 돌아왔으나 현재는 이탈리아에서 제작활동을 하고 있다.
램의 작품에는 원시림과 정글 그리고 서벤너의 망령이 서로 밀치고 있다고 평한다.
조포하고 난잡한 배색에서 유달리 빛나는 괴물이 떠올라 마치 그것들은 적도지대의 수목을 치장하는 의태(擬態) 곤충인 것만 같다. 말하자면 원시와 신화가 뒤섞여 흔들려 움직이는 세계이지만 아무튼 토착의 향기가 강하게 풍겨 쉬르레알리슴의 이색적인 화가라 말하겠다. 칠레 출신인 초현실의 화가 마타가 인공세계의 착란을 그린 데에 비하여 대단히 야성적이다.